# Флаг Антарктиды
Флаг Антарктиды — неофициальный флаг континента, принятый организацией Антарктического договора в 2002 году. Существует несколько вариантов дизайна флага.
Предложение флага истинного юга получило широкое признание и имеет более официальный статус, чем любое текущее предложение флага Антарктики. Он был принят национальными антарктическими программами, экспедиционными командами и отдельными людьми по всему миру. Круизные компании используют его в качестве флага вежливости в водах Антарктики. Он имеет следующее значение:
Горизонтальные синие и белые полосы представляют долгие дни и ночи на крайней широте Антарктиды. В центре одинокий белый пик вырывается из поля снега и льда, перекликаясь с айсбергами, горами и хребтами давления, определяющими антарктический горизонт. Длинная тень, которую он отбрасывает, образует безошибочную форму стрелки компаса, направленной на юг, как дань уважения наследию исследования континента. Вместе две центральные формы образуют алмаз, символизирующий надежду на то, что Антарктида будет и дальше оставаться центром мира, открытий и сотрудничества для грядущих поколений.
Эскиз, созданный Грэмом Бертраном, основывался на флаге ООН и изображал белый контур континента на голубом фоне. При этом голубой фон символизировал нейтралитет. Впервые флаг в этом дизайне развевался над Антарктидой в 2002 году, когда Тед Кайе, редактор журнала Raven Североамериканской вексиллологической ассоциации, привез его в Антарктику.
Уитни Смит предложил ярко-оранжевый фон для флага, поскольку он хорошо виден на снегу и его невозможно перепутать с другими флагами. В левой части полотнища расположена эмблема, состоящая из нескольких компонентов: буква «А» символизирует «Антарктику»; человеческие руки, бережно держащие сегмент южного полушария планеты, где располагается Антарктида.

## Варианты флагов Антарктиды

Флаг Антарктического договора
Предложение флага Истинный Юг
Эскиз Грэма Бертрама
Эскиз Уитни Смита